# Vanessa Lhoste
Vanessa Lhoste, née en 1971, est une actrice, réalisatrice et scénariste française.

## Biographie
Ancienne élève du cours Florent (avec François Xavier Haufman) et du Conservatoire du 16e arrondissement (avec madame Le Floch), Vanessa Lhoste a tourné dans diverses séries télévisées et a écrit et réalisé deux courts-métrages. Elle est également passée par l'École de l'Expression avec Jean-Claude Bouillon. Elle est présentée comme spontanée et bosseuse.

## Filmographie

### Cinéma

#### Longs métrages
- 1987 : Spirale de Christopher Frank. Rôle : Valérie
- 1994 : Punch de Alan Birkinshaw. Rôle : Marie (interprétation en anglais)
- 1994 : Pondichéry, dernier comptoir des Indes de Bernard Favre . Rôle : Clémence Garnier

#### Courts métrages
- 2002 : Looking for David Lynch de Vanessa Lhoste
- Le beau sexe de Yvon Marciano
- Là-bas de Christophe Assalin
- Portrait de femme de Vanessa Lhoste
- Vernissage de Clément Riere

### Télévision

#### Téléfilms
- 1992 : Anges ou démons ? de Pierre Aknine. Rôle : Agathe
- 1996 : Un arbre dans la tête de Jean-Pierre Sinapi. Rôle : Laurence
- 2000 : Le coup du Lapin de Didier Grousset. Rôle : Florence
- 2002 : Les Grands Frères de Henri Helman. Rôle : Céline

#### Séries télévisées
- 1990 : Orages d'été, avis de tempête. Rôle : Marina Lambert
- 1992 : Goal
- 1992 : Nestor Burma - Saison 2 Épisode 2 (Casse-Pipe à la Nation) - Rôle : Christine
- 1993 : Le Château des oliviers de Nicolas Gessner - 4 épisodes - Rôle : Isabelle
- 1993 : Puissance 4 de Gérard Poitou - Épisode 10 (Chiens écrasés) - Rôle : Xavière de Fluge
- 2000 : La Crim' - Saison 2 Épisodes 2 et 6 - Rôle : Lieutenant Berger
- 2001 : La Crim' - Saison 3 Épisodes 1, 2, 3 et 5 - Rôle : Lieutenant Berger
- 2002 : La Crim' - Saison 4 - Rôle : Lieutenant Berger
- 2003 : Une femme d'honneur - Saison 7 Épisode 3 (Double cœur) - Rôle : Virginie
- 2005 : Les Enquêtes d'Éloïse Rome - Saison 4 Épisode 5 (La vipère) - Rôle : Sonia Sinclair
- 2009 : Julie Lescaut - Saison 18 Épisode 4 (Passions aveugles) d'Alain Choquart :  Karine Flachard
- 2011 : Victor Sauvage - Épisode 2 (Poudre aux yeux) - Rôle :  La femme complice de St Lazare
- 2012 : Profilage - Épisode 4 (Sans rêlache) et 8 (Le prix de la liverté) - Rôle :  Valérie Hoffman
- 2013 : Alice Nevers, le juge est une femme - Saison 11 Épisode 2 (Trop mortel) - Rôle :  Virginie Ferat